# 大和町立北小学校東弥分校
大和町立北小学校東弥分校 （やまとちょうりつ きたしょうがっこう　とうやぶんこう）は、かつて岐阜県郡上郡大和町（現・郡上市）に存在した公立小学校の分校。

## 概要
- 大和町立北小学校の分校であり、大和町小間見（現・郡上市大和町小間見）が校区であった。1989年廃校。
- 2019年時点、校舎（木造2階建。1961年建築）は現存し、大和ふれあいの家[注釈 2]と使用されている。また、ロケ地としても使用されており[1]、 2018年のNHK連続テレビ小説「半分、青い。」では、ヒロイン楡野鈴愛と萩尾津が通う「東美濃市立ふくろう小学校」として登場した。 体育館（1982年建築）も現存しており、大和東弥体育館として使用されている。プールは大和東弥水泳プールとして2010年まで使用され、解体された[2]。

## 沿革
- 1873年（明治6年） - 郡上郡小間見村に開校[注釈 3]する。
- 1886年（明治19年） - 小間見簡易科小学校に改称する。その後小間見尋常小学校に改称する。
- 1897年（明治30年）4月1日 - 小間見村、剣村、大間見村、万場村が合併し、弥富村が発足。
- 1908年（明治41年） - 弥富尋常小学校に統合され、弥富尋常小学校小間見分教場となる。
- 1941年（昭和16年）4月1日 - 弥富国民学校小間見分教場に改称する。
- 1947年（昭和22年）4月1日 - 弥富村立弥富小学校小間見分教場に改称する。
- 1955年（昭和30年）3月28日 - 弥富村、西川村、山田村が合併し、大和村が発足。同時に大和村立北小学校東弥分校に改称する。
- 1961年（昭和36年）12月 - 校舎を改築（木造2階建）する。
- 1982年（昭和57年） - 体育館が完成する。
- 1985年（昭和60年）11月1日 - 町制施行により大和町となる。同時に大和町立北小学校東弥分校に改称する。この時点での児童数は45人。
- 1989年（平成元年）3月 - 廃止。